# Maniltoa rosea
Maniltoa rosea är en ärtväxtart som först beskrevs av Karl Moritz Schumann, och fick sitt nu gällande namn av M.S.Knaap-van Meeuwen. Maniltoa rosea ingår i släktet Maniltoa och familjen ärtväxter. Inga underarter finns listade i Catalogue of Life.